# Futbol'nyj Klub Šachtar Donec'k 2014-2015
Questa voce raccoglie le informazioni riguardanti il Futbol'nyj Klub Šachtar Donec'k nelle competizioni ufficiali della stagione 2014-2015.

## Maglie e sponsor
Lo sponsor tecnico per la stagione 2014-2015 è Nike mentre lo sponsor ufficiale è System Capital Management.
| Casa | Trasferta |

## Rosa
| N. |                    | Ruolo | Calciatore         |
| -- | ------------------ | ----- | ------------------ |
| 4  | Ucraina (bandiera) | D     | Oleksandr Volovyk  |
| 5  | Ucraina (bandiera) | D     | Oleksandr Kučer    |
| 6  | Ucraina (bandiera) | C     | Taras Stepanenko   |
| 7  | Brasile (bandiera) | C     | Wellington Nem     |
| 8  | Brasile (bandiera) | C     | Fred               |
| 9  | Brasile (bandiera) | A     | Luiz Adriano       |
| 10 | Brasile (bandiera) | C     | Bernard ()         |
| 11 | Brasile (bandiera) | C     | Marlos             |
| 12 | Ucraina (bandiera) | P     | Rustam Chudžamov   |
| 13 | Ucraina (bandiera) | D     | V″jačeslav Ševčuk  |
| 17 | Brasile (bandiera) | C     | Fernando           |
| 18 | Ucraina (bandiera) | D     | Ivan Ordec'        |
| 20 | Brasile (bandiera) | C     | Douglas Costa ()   |
| 21 | Ucraina (bandiera) | A     | Oleksandr Hladkyj  |
| 23 | Ucraina (bandiera) | P     | Bohdan Sarnavs'kyj |

| N. |                    | Ruolo | Calciatore          |
| -- | ------------------ | ----- | ------------------- |
| 28 | Brasile (bandiera) | C     | Taison              |
| 27 | Ucraina (bandiera) | D     | Dmytro Čyhryns'kyj  |
| 29 | Brasile (bandiera) | C     | Alex Teixeira       |
| 30 | Ucraina (bandiera) | P     | Andrij Pjatov       |
| 31 | Brasile (bandiera) | D     | Ismaily             |
| 32 | Ucraina (bandiera) | P     | Anton Kaniboloc'kyj |
| 33 | Croazia (bandiera) | D     | Darijo Srna         |
| 35 | Ucraina (bandiera) | P     | Mykyta Krjukov      |
| 38 | Ucraina (bandiera) | D     | Serhij Kryvcov      |
| 44 | Ucraina (bandiera) | D     | Jaroslav Rakyc'kyj  |
| 66 | Brasile (bandiera) | D     | Márcio Azevedo      |
| 74 | Ucraina (bandiera) | C     | Viktor Kovalenko    |
| 77 | Brasile (bandiera) | C     | Ilsinho ()          |
| 89 | Brasile (bandiera) | C     | Dentinho            |
|    | Ucraina (bandiera) | C     | Vitalij Vicenec'    |

## Calciomercato

### Sessione estiva
| Acquisti | Acquisti           | Acquisti   | Acquisti             |
| R.       | Nome               | da         | Modalità             |
| -------- | ------------------ | ---------- | -------------------- |
| P        | Rustam Chudžamov   | Illičivec' | svincolato           |
| D        | Márcio Azevedo     | Metalist   | definitivo (4 mln €) |
| D        | Ivan Ordec'        | Illičivec' | fine prestito        |
| C        | V″jačeslav Čurko   | Illičivec' | fine prestito        |
| C        | Marlos             | Metalist   | definitivo (8 mln €) |
| C        | Andrij Totovyc'kyj | Illičivec' | fine prestito        |
| C        | Vitalij Vicenec'   | Illičivec' | definitivo           |
| A        | Oleksandr Hladkyj  | Dnipro     | svincolato           |

| Cessioni | Cessioni             | Cessioni         | Cessioni               |
| R.       | Nome                 | da               | Modalità               |
| -------- | -------------------- | ---------------- | ---------------------- |
| P        | Mykyta Ševčenko      | Zorja            | prestito               |
| D        | Bohdan Butko         | Illičivec'       | prestito               |
| D        | Mykola Iščenko       | Illičivec'       | prestito               |
| D        | Taras Kačaraba       | Hoverla          | prestito               |
| D        | Vasyl' Kobin         | Metalist         | prestito               |
| D        | Oleksij Poljans'kyj  | Hoverla          | prestito               |
| D        | Mychajlo Pysko       | Zorja            | prestito               |
| D        | Eduard Sobol'        | Metalurh Donec'k | prestito               |
| C        | V″jačeslav Čurko     | Illičivec'       | prestito               |
| C        | Roman Emel'janov     | Ural             | prestito               |
| C        | Dmytro Hrečyškin     | Čornomorec'      | prestito               |
| C        | Serhij Hryn'         | Illičivec'       | prestito               |
| C        | Tomáš Hübschman      | Jablonec         | svincolato             |
| C        | Vladlen Jurčenko     | Bayer Leverkusen | definitivo             |
| C        | Oleksandr Karavajev  | Zorja            | prestito               |
| C        | Denys Kožanov        | Karpaty          | prestito               |
| C        | Ruslan Malinovs'kyj  | Zorja            | prestito               |
| C        | Maksym Malyšev       | Zorja            | prestito               |
| C        | Tornik'e Okriashvili | Genk             | definitivo (1,6 mln €) |
| C        | Davit Targamadze     | Illičivec'       | prestito               |
| A        | Pylyp Budkivs'kyj    | Zorja            | prestito               |
| A        | Serhij Bolbat        | Metalist         | prestito               |
| A        | Eduardo              | Flamengo         | svincolato             |
| A        | Facundo Ferreyra     | Newcastle Utd    | prestito (2 mln €)     |
| A        | Anton Šynder         | Čornomorec'      | prestito               |
| A        | Andrij Totovyc'kyj   | Illičivec'       | prestito               |

### Sessione invernale
| Acquisti | Acquisti         | Acquisti      | Acquisti      |
| R.       | Nome             | da            | Modalità      |
| -------- | ---------------- | ------------- | ------------- |
| D        | Bohdan Butko     | Illičivec'    | fine prestito |
| D        | Mykola Iščenko   | Illičivec'    | fine prestito |
| D        | Vasyl' Kobin     | Metalist      | fine prestito |
| D        | Mychajlo Pysko   | Zorja         | fine prestito |
| C        | Alan Patrick     | Internacional | fine prestito |
| C        | Davit Targamadze | Illičivec'    | fine prestito |
| C        | Vitalij Vicenec' | Illičivec'    | fine prestito |
| A        | Vladyslav Kulač  | Illičivec'    | fine prestito |
| A        | Anton Šynder     | Čornomorec'   | fine prestito |

| Cessioni | Cessioni           | Cessioni            | Cessioni               |
| R.       | Nome               | a                   | Modalità               |
| -------- | ------------------ | ------------------- | ---------------------- |
| P        | Rustam Chudžamov   | Zorja               | prestito               |
| P        | Mykyta Krjukov     | Illičivec'          | definitivo             |
| D        | Bohdan Butko       | Amkar Perm'         | prestito               |
| D        | Dmytro Čyhryns'kyj | Dnipro              | svincolato             |
| D        | Mykola Iščenko     | Metalist            | svincolato             |
| D        | Vasyl' Kobin       | Šachcër Salihorsk   | prestito               |
| D        | Mychajlo Pysko     | Hoverla             | prestito               |
| C        | Roman Emel'janov   | Ural                | definitivo (0,6 mln €) |
| C        | Alan Patrick       | Palmeiras           | prestito               |
| C        | Serhij Vakulenko   | Illičivec'          | prestito               |
| C        | Oleksandr Zinčenko | Ufa                 | definitivo             |
| A        | Vladyslav Kulač    | Metalurh Zaporižžja | prestito               |
| A        | Anton Šynder       | Vorskla             | prestito               |

## Risultati

### Supercoppa
| Arbitro: | Možarovs'kyj (Leopoli) |

|                          |           |  |
| Hladkyj 75’ Marlos 90+3’ | Marcatori |  |

### Prem"jer-liha

#### Girone d'andata
| Arbitro: | Lysenčuk (Kiev) |

|                             |           |  |
| Luiz Adriano 1’ Hladkyj 44’ | Marcatori |  |

| Arbitro: | Truchanov (Charkiv) |

|            |           |                            |
| Hromov 28’ | Marcatori | 80’ Hladkyj 82’ Stepanenko |

| Arbitro: | Možarovs'kyj (Leopoli) |

|               |           |  |
| Rakyc'kyj 52’ | Marcatori |  |

| Arbitro: | Švecov (Odessa) |

|  |           |                                                                        |
|  | Marcatori | 17’ Kryvcov 24’ Taison 47’ Hladkyj 78’ Wellington Nem 90+1’ Stepanenko |

| Arbitro: | Bondar (Kiev) |

|                                          |           |  |
| Hladkyj 32’ Alex Teixeira 55’ Taison 75’ | Marcatori |  |

| Arbitro: | Berezka (Kiev) |

|  |           |                            |
|  | Marcatori | 27’ Fernando 90+1’ Hladkyj |

| Arbitro: | Mosejčuk (Černivci) |

|  |           |             |
|  | Marcatori | 42’ Malyšev |

| Arbitro: | Možarovs'kyj (Leopoli) |

|          |           |  |
| Vida 71’ | Marcatori |  |

| Arbitro: | Dankovs'kyj (Kiev) |

|                                                                                  |           |                        |
| Dentinho 4’ Luiz Adriano 36’, 90+1’ Srna 47’ Alex Teixeira 85’ Douglas Costa 88’ | Marcatori | 22’ Bicfalvi 57’ Celin |

| Arbitro: | Možarovs'kyj (Leopoli) |

|                                               |           |              |
| Hladkyj 20’, 80’ Chomyn 30’ (aut.) Fred 90+4’ | Marcatori | 49’ Mjakuško |

| Arbitro: | Vaks (Chmel'nyc'kyj) |

|                        |           |          |
| Morozjuk 73’ Lazić 75’ | Marcatori | 82’ Srna |

| Leopoli 9 novembre 2014, ore 17:00 EET 12ª giornata | Šachtar          | 0 – 0 referto | Dnipro | Arena L'viv (22 417 spett.)\| Arbitro: \| Abdula (Charkiv) \| |
| Arbitro:                                            | Abdula (Charkiv) |               |        |                                                               |

| Arbitro: | Švecov (Odessa) |

|  |           |                                    |
|  | Marcatori | 10’ Alex Teixeira 22’ Luiz Adriano |

#### Girone di ritorno
| Arbitro: | Berezka (Kiev) |

|  |           |                                                      |
|  | Marcatori | 56’ Marlos 60’, 61’ Alex Teixeira 90’ Wellington Nem |

| Arbitro: | Aranovs'kyj (Kiev) |

|                                                |           |  |
| Ševčuk 25’ Douglas Costa 49’ Alex Teixeira 68’ | Marcatori |  |

| Arbitro: | Žabčenko (Chmel'nyc'kyj) |

|                           |           |                                    |
| Dovhyj 18’ Pryjomov 90+2’ | Marcatori | 45+3’ (rig.) Srna 73’ Luiz Adriano |

| Arbitro: | Švecov (Odessa) |

|                                                                         |           |  |
| Srna 8’ (rig.) Marlos 38’, 39’ Hladkyj 43’ Taison 57’ Alex Teixeira 87’ | Marcatori |  |

| Arbitro: | Skrypak (Kiev) |

|                      |           |                                                                                     |
| Ševčuk 41’ Hryn' 56’ | Marcatori | 9’ Hladkyj 27’ (aut.) Zubkov 43’ Marlos 45+2’, 62’ Alex Teixeira 86’ Wellington Nem |

| Arbitro: | Bondar (Kiev) |

|                                                                     |           |  |
| Douglas Costa 61’ Luiz Adriano 71’, 80’ Stepanenko 76’ Taison 90+4’ | Marcatori |  |

| Arbitro: | Vaks (Chmel'nyc'kyj) |

|                      |           |                                                              |
| Ljubenović 2’ (rig.) | Marcatori | 45+1’ Kryvcov 68’, 87’ Alex Teixeira 71’ (rig.) Luiz Adriano |

| Leopoli 26 aprile 2015, ore 19:30 EEST 21ª giornata | Šachtar                  | 0 – 0 referto | Dinamo Kiev | Arena L'viv (32 509 spett.)\| Arbitro: \| Žabčenko (Chmel'nyc'kyj) \| |
| Arbitro:                                            | Žabčenko (Chmel'nyc'kyj) |               |             |                                                                       |

| Luc'k 4 maggio 2015, ore 19:00 EEST 22ª giornata | Volyn'              | 0 – 0 referto | Šachtar | Stadio Avanhard (10 500 spett.)\| Arbitro: \| Truchanov (Charkiv) \| |
| Arbitro:                                         | Truchanov (Charkiv) |               |         |                                                                      |

| Arbitro: | Mosejčuk (Černivci) |

|                                |           | |
| Chl'obas 41’, 47’ Mjakuško 53’ | Marcatori | 1’, 18’ Hladkyj 13’ Douglas Costa 63’ Rakyc'kyj 76’ Luiz Adriano 78’ Stepanenko 90’ (rig.) Alex Teixeira |

| Arbitro: | Kozjk (Mukačevo) |

|                         |           |  |
| Alex Teixeira 9’, 45+2’ | Marcatori |  |

| Arbitro: | Vaks (Chmel'nyc'kyj) |

|                                    |           |                       |
| Matheus 23’ Bezus 64’ Lučkevyč 81’ | Marcatori | 8’, 27’ Alex Teixeira |

| Arbitro: | Mosejčuk (Černivci) |

|                               |           |                            |
| Kryvcov 33’ Alex Teixeira 37’ | Marcatori | 46’ Karnoza 52’ Chudob"jak |

### Coppa d'Ucraina

#### Sedicesimi di finale
| Arbitro: | Lisakovs'kyj (Odessa) |

|  |           |                           |
|  | Marcatori | 90+2’ (rig.) Luiz Adriano |

#### Ottavi di finale
| Arbitro: | Derdo (Čornomors'k) |

|           |           |                                                                            |
| Fomič 37’ | Marcatori | 45+1’, 75’ Alex Teixeira 57’ Hladkyj 79’ Čyhryns'kyj 90+5’ (rig.) Dentinho |

| Arbitro: | Holovkov (Luhans'k) |

|                                                |           |              |
| Wellington Nem 9’ Hladkyj 20’ Bernard 23’, 38’ | Marcatori | 51’ Korkiško |

#### Quarti di finale
| Arbitro: | Berezka (Kiev) |

|  |           |                      |
|  | Marcatori | 4’ Kučer 54’ Hladkyj |

| Arbitro: | Lysenčuk (Kiev) |

|                  |           |  |
| Luiz Adriano 49’ | Marcatori |  |

#### Semifinale
| Arbitro: | Možarovs'kyj (Leopoli) |

|  |           |               |
|  | Marcatori | 45+1’ Hladkyj |

| Arbitro: | Abdula (Charkiv) |

|                         |           |             |
| Luiz Adriano 77’ (rig.) | Marcatori | 30’ Kalinić |

#### Finale
| Arbitro: | Možarovs'kyj (Leopoli) |

|                                                              |                      |                                                                        |
| Veloso Dragović Antunes Husjev Jarmolenko Belhanda Chačeridi | Tiri di rigore 5 – 4 | Srna Luiz Adriano Douglas Costa Taison Rakyc'kyj Alex Teixeira Hladkyi |

### Champions League

#### Fase a gironi
| Bilbao 17 settembre 2014, ore 21:45 EEST Gruppo H - 1ª giornata | Athletic Bilbao | 0 – 0 referto | Šachtar | Estadio San Mamés (48 351 spett.)\| Arbitro: \| Sidīropoulos \| |
| Arbitro:                                                        | Sidīropoulos    |               |         |                                                                 |

| Arbitro: | Çakır |

|                                    |           |                            |
| Alex Teixeira 52’ Luiz Adriano 85’ | Marcatori | 89’ (rig.), 90+4’ Martínez |

| Arbitro: | Bebek |

|  |           |                                                                                        |
|  | Marcatori | 11’ Alex Teixeira 28’ (rig.), 36’, 40’, 44’, 82’ (rig.) Luiz Adriano 35’ Douglas Costa |

| Arbitro: | Stark |

|                                                                |           |  |
| Srna 19’ Alex Teixeira 48’ Luiz Adriano 58’ (rig.), 83’, 90+3’ | Marcatori |  |

| Arbitro: | Clattenburg |

|  |           |              |
|  | Marcatori | 68’ San José |

| Arbitro: | Buquet |

|               |           |                |
| Aboubakar 87’ | Marcatori | 50’ Stepanenko |

#### Fase a eliminazione diretta
| Leopoli 17 febbraio 2015, ore 21:45 EET Ottavi di finale - Andata | Šachtar          | 0 – 0 referto | Bayern Monaco | Arena L'viv (34 187 spett.)\| Arbitro: \| Undiano Mallenco \| |
| Arbitro:                                                          | Undiano Mallenco |               |               |                                                               |

| Arbitro: | Collum |

|                                                                                      |           |  |
| Müller 4’ (rig.), 52’ Boateng 34’ Ribéry 49’ Badstuber 63’ Lewandowski 75’ Götze 87’ | Marcatori |  |

## Statistiche

### Statistiche di squadra
| Competizione         | Punti | In casa | In casa | In casa | In casa | In casa | In casa | In trasferta | In trasferta | In trasferta | In trasferta | In trasferta | In trasferta | Totale | Totale | Totale | Totale | Totale | Totale | DR  |
| Competizione         | Punti | G       | V       | N       | P       | Gf      | Gs      | G            | V            | N            | P            | Gf           | Gs           | G      | V      | N      | P      | Gf     | Gs     | DR  |
| -------------------- | ----- | ------- | ------- | ------- | ------- | ------- | ------- | ------------ | ------------ | ------------ | ------------ | ------------ | ------------ | ------ | ------ | ------ | ------ | ------ | ------ | --- |
| Prem"jer-liha        | 56    | 13      | 9       | 3       | 1       | 34      | 6       | 13           | 8            | 2            | 3            | 37           | 15           | 26     | 17     | 5      | 4      | 71     | 21     | +50 |
| Champions League     | 9     | 4       | 1       | 2       | 1       | 7       | 3       | 4            | 1            | 2            | 1            | 8            | 8            | 8      | 2      | 4      | 2      | 15     | 11     | +4  |
| Coppa d'Ucraina      | -     | 3       | 2       | 1       | 0       | 6       | 2       | 4            | 4            | 0            | 0            | 9            | 1            | 7      | 6      | 1      | 0      | 15     | 3      | +12 |
| Supercoppa d'Ucraina | -     |         |         |         |         |         |         |              |              |              |              |              |              | 1      | 1      | 0      | 0      | 2      | 0      | +2  |
| Totale               | 65    | 20      | 12      | 5       | 2       | 47      | 11      | 21           | 13           | 4            | 4            | 54           | 24           | 42     | 26     | 10     | 6      | 103    | 35     | +68 |

### Andamento in campionato
| Giornata  | 1 | 2 | 3 | 4 | 5 | 6 | 7 | 8 | 9 | 10 | 11 | 12 | 13 | 14 | 15 | 16 | 17 | 18 | 19 | 20 | 21 | 22 | 23 | 24 | 25 | 26 |
| --------- | - | - | - | - | - | - | - | - | - | -- | -- | -- | -- | -- | -- | -- | -- | -- | -- | -- | -- | -- | -- | -- | -- | -- |
| Luogo     | C | T | C | T | C | T | C | T | C | C  | T  | C  | T  | T  | C  | T  | C  | T  | C  | T  | C  | T  | T  | C  | T  | C  |
| Risultato | V | V | V | V | V | V | P | P | V | V  | P  | N  | V  | V  | V  | N  | V  | V  | V  | V  | N  | N  | V  | V  | P  | N  |
| Posizione | 3 | 1 | 2 | 1 | 1 | 1 | 2 | 3 | 3 | 2  | 3  | 3  | 3  | 2  | 2  | 2  | 2  | 2  | 2  | 2  | 2  | 3  | 2  | 2  | 2  | 2  |

Legenda:

Luogo: C = Casa; T = Trasferta. Risultato: V = Vittoria; N = Pareggio; P = Sconfitta.